# Wilhelmshorst
Wilhelmshorst ist ein Ortsteil der amtsfreien Gemeinde Michendorf im Landkreis Potsdam-Mittelmark. Der Ort nahe Potsdam hat 3.199 Einwohner (Stand: 31. Dezember 2023) auf einer Fläche von 8,48 km² und liegt an der Bahnstrecke Berlin–Blankenheim, auch Wetzlarer Bahn genannt, einem Teilabschnitt der „Kanonenbahn“ von Berlin nach Metz. Wilhelmshorst wurde ab 1907 mitten im Wald als großzügig gestaltete Villenkolonie für wohlhabende Berliner Beamte, Offiziere und Kaufleute angelegt. Der Ort wurde gegen den Willen der Mehrheit seiner Bewohner im Oktober 2003 nach Michendorf eingemeindet.

## Lage
Wilhelmshorst liegt ca. 7 km südlich von Potsdam am Fuß der 91 m hohen Schönen Berge. Sie sind Teil des vom Potsdamer Brauhausberg bis zum Saarmunder Berg verlaufenden Saarmunder Endmoränenbogens. Die Bahnstrecke Berlin-Beelitz teilt Wilhelmshorst in einen nördlichen und einen südlichen Bereich.

## Geschichte
Die erste Besiedlung Wilhelmshorsts erfolgte erst zu Beginn des 20. Jahrhunderts. Das Gelände gehörte ursprünglich zur Landgemeinde Neu-Langerwisch und zum Teil zur wüsten Feldmark Schön(en)berg. Den Namen Wilhelmshorst erhielt der Ort 1911 nach dem Charlottenburger Kaufmann Wilhelm Müller (bzw. Mühler). Bereits vor 1906 hatte dieser Grundstücke in der nördlich der Bahnlinie liegenden Greuelheide von Langerwischer Bauern aufgekauft. Er beauftragte 1906 den Landvermesser W. Ludewig mit der Vermessung und Parzellierung des Geländes. Der Parzellierungsplan wurde 1907 beim Landkreis zur Genehmigung eingereicht, was als Gründungsdatum gilt. Genehmigt wurde er 1909 unter der Bedingung, dass Flächen für öffentliche Einrichtungen wie Kirche, Pfarrhaus, Friedhof, Schule und Bahnhof bereitgestellt wurden. Allerdings hatte die Bebauung schon 1905 mit der Errichtung des Sommerhauses von Wilhelm Mühler eingesetzt. Die Erschließung ging zügig voran und bis 1912 waren Leitungen für Strom und Wasser verlegt. An der Bahnstrecke wurde 1914 eine Haltestelle angelegt, das Bahnhofsgebäude war 1915 fertiggestellt. Etwa ein Dutzend Häuser waren bis dahin gebaut worden. Für das südlich der Bahntrasse gelegene Gebiet wurde durch die Wilhelmshorster-Grundstücks-Gesellschaft 1911 ein Bebauungsplan erstellt, ein Jahr später waren 14 Grundstücke verkauft. Nach dem Ersten Weltkrieg stagnierte die Entwicklung zunächst; es entstanden nur wenige neue Gebäude, darunter das herrschaftlich wirkende, denkmalgeschützte Landhaus von Renesse (An den Bergen 54).
Im Jahr 1925 wurden 193 Hektar von der Gemarkung der Landgemeinde Neu-Langerwisch abgetrennt und der Gemarkung Wilhelmshorst zugeschlagen, gleichzeitig wurde Wilhelmshorst zur Landgemeinde erhoben. Im Rahmen von Neuordnungen im Landkreis Zauch-Belzig wurden 1928 weitere Teile vom Gutsbezirk Kunersdorf Forst, vom Gutsbezirk Neu-Langerwisch und vom Gutsbezirk Plantagenhaus der neuen Gemeinde übertragen und 1931 wurde die Größe der Gemarkung mit 1202 ha angegeben. Die Einwohnerzahl von Wilhelmshorst lag 1939 bei 1313, einschließlich der Bewohner der zugehörigen Wohnplätze Templin und Forsthaus Templin.
Kurz vor Kriegsende, in der Schlacht um Berlin, wurde Wilhelmshorst von Truppen der Roten Armee besetzt. In den Jahren 2009 und 2010 wurde je ein Tagebuch von Friedrich Helms veröffentlicht, das die Zeiten 1946 bis 1947 dokumentiert.
Wilhelmshorst erhielt 1946 von der Gemeinde Ferch eine Waldzulage von 76 ha; 1957 wurden 17 ha der Behelfsheimsiedlung an die Gemeinde Michendorf abgegeben. Am 1. Juli 1950 verlor die Gemeinde kurzzeitig ihre Selbständigkeit, als die Siedlung bis zum 24. Juli 1952 zu Potsdam gehörte. Bis zur Eingemeindung nach Michendorf am 26. Oktober 2003 blieb Wilhelmshorst eigenständig. Im Jahr 2007 beging der Ort sein 100-jähriges Bestehen u. a. mit der Herausgabe eines Jubiläumsbuches.

## Wappen
| Wappen von Wilhelmshorst | Blasonierung: „In silbernem Feld über grünem Grund hinter silbernem Zaun drei rote Spitzgiebel, bekrönt von einem schwarzen W, aus dem zwei grüne, schwarzstämmige Kiefern wachsen.“ |
| Wappen von Wilhelmshorst | |

## Öffentliche Einrichtungen

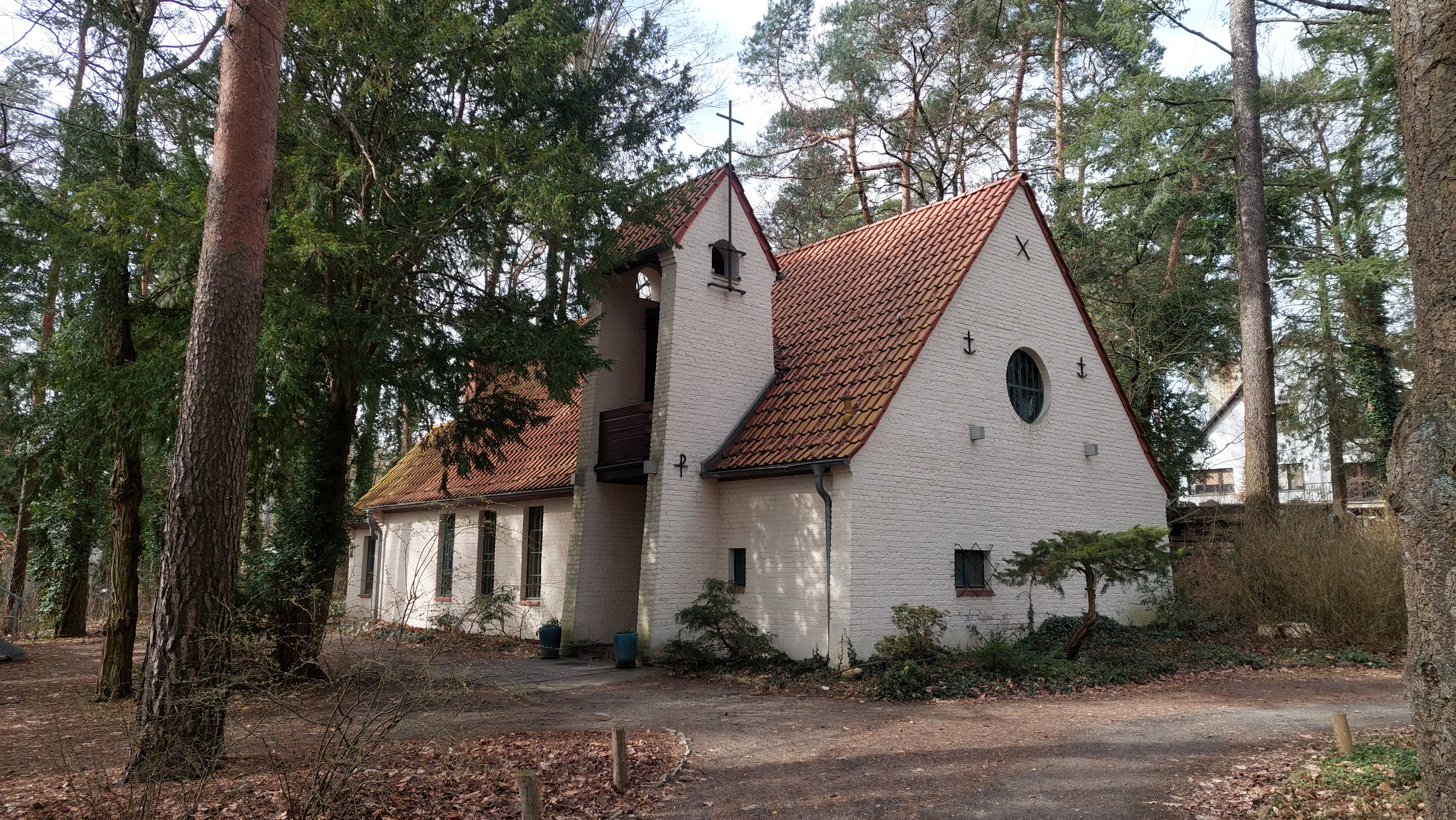
Kirche Wilhelmshorst

Das zunächst nach Langerwisch eingekirchte Wilhelmshorst wurde 1926 selbständige Kirchengemeinde. Der Friedhof wurde im selben Jahr eingeweiht und 1932 wurde dort eine Friedhofskapelle errichtet. Die Kirche Wilhelmshorst wurde 1936/37 nach einem Entwurf von Winfried Wendland im nördlichen Teil des Ortes errichtet.
Bis 1930 gingen die Kinder der Wilhelmshorster Bürger in Langerwisch zur Schule. Ab diesem Jahr wurde (zunächst in dem Wohnhaus Heidereuterweg 12) eine provisorische Schule eingerichtet. Die Gemeinde erwarb 1932/33 das Wohnhaus Heidereuterweg 2 und baute es zur Schule um und 1947 zog die Schule in eine neu errichtete Baracke, die 1975/76 durch einen zweigeschossigen Anbau erweitert wurde. Am Heidereuterweg wurde 1987 ein neues Schulgebäude errichtet.

## Sehenswürdigkeiten
- Villenkolonie Wilhelmshorst

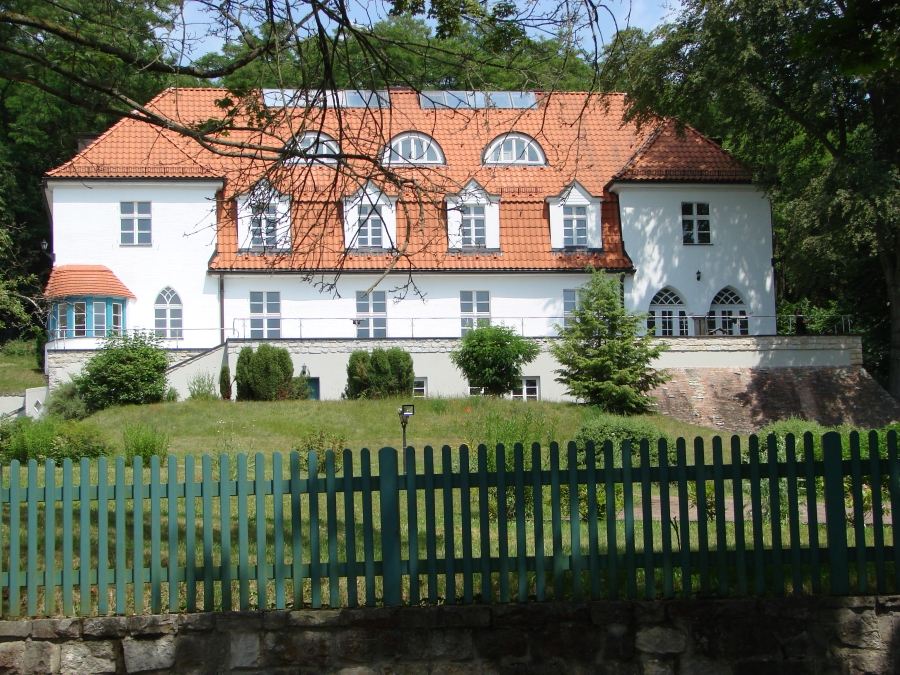
Villenkolonie Wilhelmshorst, Straße „An den Bergen“

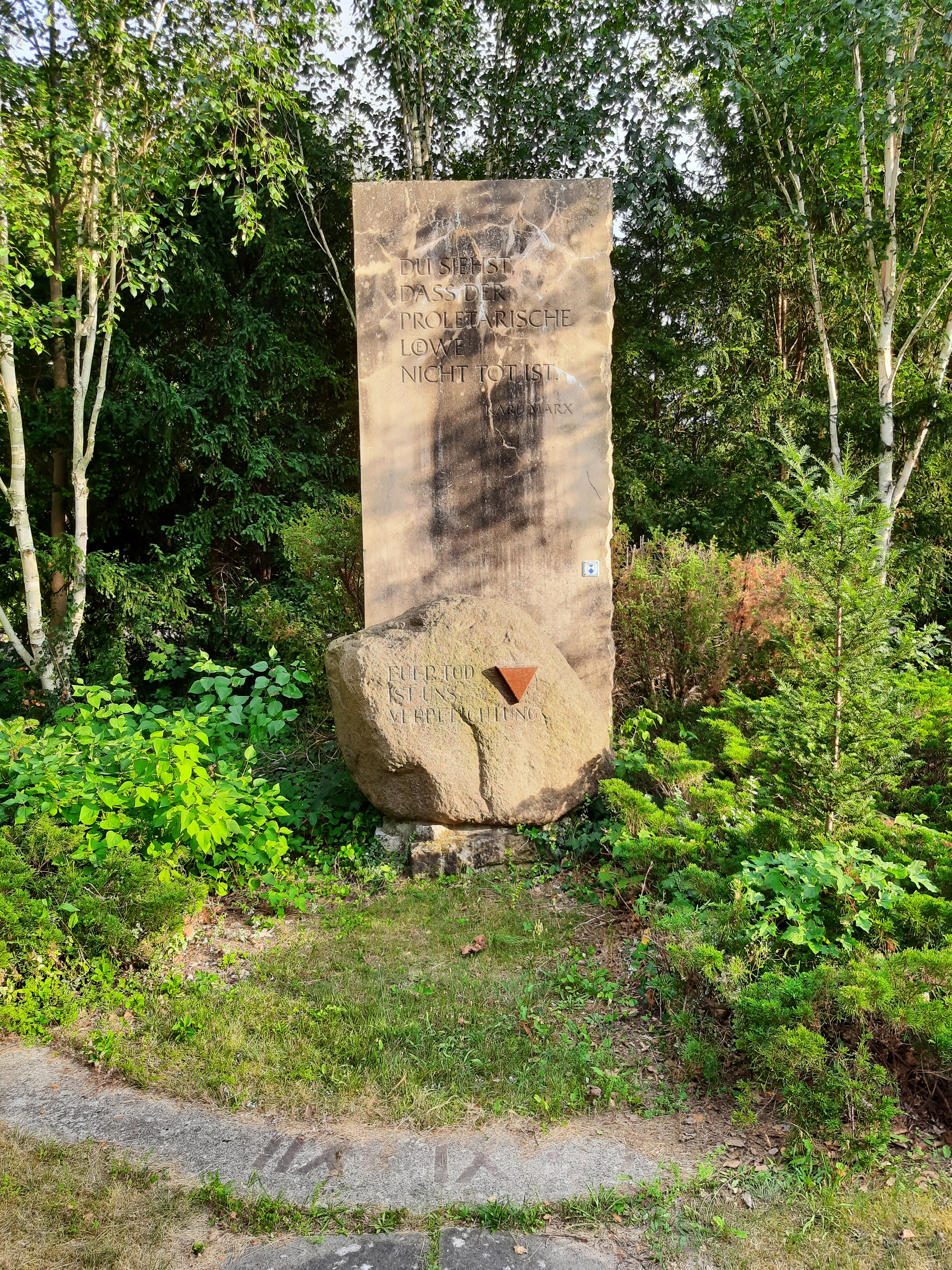
Mahnmal für die Opfer des Faschismus im Birkenwäldchen

- Peter-Huchel-Haus, ehemaliges Wohnhaus des Dichters Peter Huchel, heute Museum und Begegnungsstätte
- Das von Kurt-Hermann Kühn entworfene und unter Denkmalschutz stehende Mahnmal für die Opfer des Faschismus im Birkenwäldchen gegenüber dem Bahnhof, bestehend aus:

- dem 1949 aufgestellten Findling mit der Inschrift „Euer Tod ist uns Verpflichtung“, sowie
- der 1985 errichteten vier Meter hohen Betonstele mit dem Zitat von Karl Marx „Du siehst, dass der proletarische Löwe nicht tot ist“.

Es gibt zwei Teiche in Wilhelmshorst, den fast wasserlosen Irissee und den Blanken Teich.

## Einwohnerentwicklung
- 1925: 0304
- 1939: 1313
- 1946: 1532
- 1964: 2008
- 1971: 2110
- 1997: 1834
- 2005: 2706
- 31. Dezember 2013: 3126
- 31. Dezember 2016: 3147
- 31. Dezember 2018: 3198
- 1. Januar 2021: 3179

## Persönlichkeiten
Mit der Waldgemeinde ist das Leben folgender Persönlichkeiten verbunden:
- Albert Gessner (1868–1953), Architekt, maßgeblich an den Bauplanungen in Wilhelmshorst-Süd und am Bahnhof Wilhelmshorst in den 1910er Jahren beteiligt
- Adolph Eckhardt (1868–1942),[13] bildender Künstler, lebte von 1912 bis ca. 1939 in Wilhelmshorst, Eibenstraße
- Friedrich Müssemeier (1876–1957), Veterinärmediziner, lebte zeitweise in Wilhelmshorst
- Heiner Bastian (* 1942), deutscher Autor, Lyriker und Übersetzer, Kunsthändler, Kurator und Kunstsammler, wuchs ab 1946 in Wilhelmshorst auf
- Otto Haesler (1880–1962), Architekt und bedeutender Vertreter des Neuen Bauens, lebte von 1953 bis zu seinem Tod am 2. April 1962 in Wilhelmshorst. Er ist auf dem Wilhelmshorster Friedhof begraben.
- Edmund F. Dräcker[14] (1888–1989 [?]), deutscher Diplomat, hatte bei den Friedensverhandlungen von Brest-Litowsk eine tragende Rolle, lebte zeitweise in Wilhelmshorst
- Karl Steinhoff (1892–1981), Ministerpräsident des Landes Brandenburg und Minister des Inneren der DDR, lebte von 1933 bis Ende der 1970er Jahre in Wilhelmshorst und ist auf dem Wilhelmshorster Friedhof begraben
- Edlef Köppen (1893–1939), Schriftsteller und Rundfunkredakteur, lebte von 1933 bis 1939 in Wilhelmshorst
- Alfred Klose (1895–1953), Physiker, Mathematiker und Astronom, lebte zeitweise in Wilhelmshorst. Er ließ das Haus Eulenkamp 11 errichten.
- Hubert Schmidt-Gigo (1919–2004), deutscher Offizier, Conférencier, Parodist, Rundfunk- und Fernsehmoderator und Motorsportreporter
- Peter Huchel (1903–1981), Lyriker und Redakteur, lebte zeitweise in Wilhelmshorst
- Erich Arendt (1903–1984), Lyriker und literarischer Übersetzer, lebte von 1971 bis zu seinem Tod am 25. September 1984 in Wilhelmshorst
- Hermann Henselmann (1905–1995), Architekt, bekannt durch sein Wirken im Städtebau der DDR der 1950er und 1960er Jahre, lebte in den 1930er Jahren in Wilhelmshorst
- Kurt-Hermann Kühn (1926–1989), bildender Künstler, lebte von 1964 bis zum Ende der 1980er Jahre in Wilhelmshorst, Schöpfer der Opfer des Faschismus-Gedenkstele im Birkenwäldchen Wilhelmshorst
- Konrad Wolf (1925–1982), Regisseur, lebte zeitweise in Wilhelmshorst
- Nils Werner (1927–1989), Dichter und Kinderbuchautor, lebte zeitweise in Wilhelmshorst
- Wilhelm Ziehr (* 1938), Lexikograph, Schriftsteller und Kulturhistoriker, lebt seit 2005 in Wilhelmshorst
- Christoph Quest (1940–2020), Schriftsteller, Schauspieler und Regisseur, lebte seit 2009 in Wilhelmshorst
- Lutz Seiler (* 1963), Schriftsteller, lebt in Wilhelmshorst und leitet das literarische Programm im Peter-Huchel-Haus ebenda
- Gerit Kling (* 1965), Schauspielerin, in Wilhelmshorst aufgewachsen
- Anja Kling (* 1970), Schauspielerin, lebt in Wilhelmshorst

## Verkehr
Wilhelmshorst hat einen Eisenbahn-Haltepunkt an der Bahnstrecke Berlin–Blankenheim. Er wird von der Regional-Express-Linie RE 7 (Dessau Hbf) – Bad Belzig – Berliner Stadtbahn – Senftenberg sowie der Regionalbahnlinie RB 37 Berlin-Wannsee – Potsdam Medienstadt Babelsberg – Beelitz angefahren. Außerdem streift die Verbindungskurve zum Berliner Außenring den Ortsteil am südlichen Ende.
Der öffentliche Personennahverkehr wird unter anderem durch den PlusBus des Verkehrsverbund Berlin-Brandenburg erbracht. Folgende Verbindungen führen, betrieben von der Regiobus Potsdam-Mittelmark, durch Wilhelmshorst:
- Linie 608: Beelitz ↔ Stücken ↔ Wildenbruch ↔ Michendorf ↔ Langerwisch ↔ Wilhelmshorst ↔ Potsdam
- Linie 643: Beelitz ↔ Seddin ↔ Michendorf ↔ Wilhelmshorst ↔ Potsdam

Der Ort ist im Individualverkehr westlich durch die Bundesstraße 2, südlich über den Anschluss Michendorf an der A 10 (Südlicher Berliner Ring) und östlich über den Anschluss Saarmund an der A115 versorgt. 
Der ca. 5 km südöstlich von Wilhelmshorst gelegene Sportflugplatz Saarmund  
ist mit dem Auto in etwa einer Viertelstunde zu erreichen (10 km über Straße).